# Бурбул
Бурбул (фр. Bourboule) насеље је и општина у централној Француској у региону Оверња, у департману Пиј де Дом која припада префектури Клермон Феран.
По подацима из 2011. године у општини је живело 1925 становника, а густина насељености је износила 151,1 становника/km². Општина се простире на површини од 12,74 km². Налази се на средњој надморској висини од 850 метара (максималној 1.408 m, а минималној 812 m).

## Демографија
| 1962. | 1968. | 1975. | 1982. | 1990. | 1999. | 2011. |
| ----- | ----- | ----- | ----- | ----- | ----- | ----- |
| 2.336 | 2.496 | 2.392 | 2.384 | 2.113 | 2.043 | 1.925 |

График промене броја становника у току последњих година